# Black Belt Jones
Black Belt Jones (Cinturón negro) es una película estadounidense de artes marciales de 1974 dirigida por Robert Clouse. Pertenece al género blaxploitation. El director Clouse dirigió Operación Dragón en 1973.

## Sinopsis
Don Stefano es un mafioso que quiere apoderarse de un terreno expropiado por el municipio. "Pop" Byrd es un anciano maestro de karate afroamericano que tiene una escuela de karate en el lugar y no quiere renunciar a ella. Don Stefano envía entonces a sus secuaces para convencerlo, pero estos exageran con la violencia y lo matan. También toman como rehén a Quincy, un estudiante de la escuela de karate, y exigen un rescate de 250.000 dólares.
Un hombre de Pop pide ayuda de Black Belt Jones, un experto en artes marciales. Sydney, la hija de Pop, una maestra de karate, también acude en su ayuda. Los dos irrumpen en la villa de Don Stefano, se apoderan de la suma de 250.000 dólares y luego liberan a Quincy.
Luego, Black Belt Jones y Sydney bloquean a Don Stefano y sus hombres y los colocan dentro de un camión de basura, esperando que la policía los arreste.

## Reparto
- Jim Kelly - Black Belt Jones
- Gloria Hendry - Sydney
- Scatman Crothers - Pop
- Eric Laneuville - Quincy
- Alan Weeks - Toppy
- Andre Philippe - Don Stefano
- Vincent Barbi - Big Tuna
- Mel Novak - Blue Eyes
- Malik Carter - Pinky
- Eddie Smith - Oscar